# Mbini
Mbini è una città della Guinea Equatoriale. Si trova nella Provincia Litorale e ha 10.000 abitanti.
La città sorge alla foce del Rio Mbini, al centro della costa del Rio Muni, la Guinea Equatoriale continentale, affacciandosi sul Golfo di Guinea.
La porta d'accesso alla regione costiera di Rio Muni e i canali tortuosi del possente fiume Benito - il più lungo del paese - la città sul lato dell'oceano di Mbini vanta alcune splendide vedute sugli estuari che sfociano nell'Atlantico.
È una città di pescatori marini e fluviali, è forse uno dei posti migliori per assaggiare i famosi frutti di mare della Guinea Equatoriale.
C'è anche un hotel-resort per rilassarsi, una fila di polverose, spiagge sabbiose, e alcuni grandi panorami. 
Solo nelle giornate limpide si scorge il profilo del Monte Alen, in lontananza.